# 內衣教父
《內衣教父》（日语：静かなるドン，直譯安靜的老大，日劇譯為黑天黑地黑道情）是一部日本漫畫作品，作者為新田龍雄（新田たつお），於1989年於週刊《漫畫Sunday》（漫画サンデー）開始連載，2013年1月8日結束。
中國阳多美影视有限公司与日本正式签约，获得影视改编授权。

## 劇情概要
近藤靜也是一名在女性內衣公司「露咪咪」（Pretty）上班的平凡設計師。由於父親近藤勇足遭敵人暗殺身亡，因此靜也繼承了父親的總長位置，成為了關東地方最大的黑道組織「新鮮組」的第三代總長。從此以後，靜也必須過著白天為一般社會人士而晚上則為黑道的雙面生活。

## 主要角色
括號內表示該角色所採用的真實人物。

### 主角
近藤靜也
女性內衣公司「露咪咪」的設計師。原本只想當一個平凡的上班族與內衣設計師，卻因為父親遭人暗殺身亡而被迫繼承黑道家業。原本只是一名不起眼的設計師，日後漸漸的成長為具有實力的設計師。為了成為新鮮組的總長之因素，所以靜也從小時候就接受了許多體能方面與戰鬥能力上的訓練，使得他在非常時刻能展現不凡身手。除了少數人之外，大多數靜也平時所認識的社會人士並不知道他的黑道背景。而新鮮組內通常只有重要幹部才知道他白天的職業。
黑道時候的靜也往往是戴著墨鏡，身穿黑色襯衫與白色西裝並搭配白色領帶。
深愛著秋野明美，在靜也作為總長時，新鮮組的多項活動皆與秋野有直接關係，也讓秋野曾被屬下戲稱『新鮮組的地下社長』。
秋野明美
原本為靜也在「露咪咪」的設計師同事，日後成為愛倫留下之公司︰拉姆魯‧耶帝爾奈爾的社長。當初是靜也暗戀的對象，而她卻喜歡黑道的靜也。在轉生寺救援行動後，秋野因為送給上班族靜也的懷錶，以及脫下墨鏡而得知了靜也的真實身分。後來不論是白天或是晚上的靜也，秋野都非常明顯地表現出愛意。初期靜也並不曉得秋野知道自己的雙重身份，後來靜也得知秋野知道自己的身份後，他還是選擇表面上繼續隱瞞下去，不過在海腐假喪時，讓靜也明白秋野已經知道了，不過事後卻互相當作不知道。
在靜也的心中佔極大地位，多次展現出愛的力量，阻止靜也展露出屬於純粹黑社會的冷血與血腥報復，在精神層面上，是靜也的光芒。
曾多次在靜也母親的誘騙下，擔任大姐、代理總長之務，但因為本身的憐憫之心，卻只讓貪生怕死的生倉、肘方們高呼讚賞。
巴黎歸國後，因為受到俄國黑手黨的利用，秘密利用催眠之便，進行了許多攻擊特訓，讓他能熟練地使用槍械、準確地躲開子彈攻擊，進而一瞬間成為靜也母親潛得最佳大姐接班人。後來被靜也識破催眠術的陷阱，為了讓秋野不再憶起精湛的防身術，選擇讓自己暫離她一段時間，希望她能忘掉所接受的攻擊特訓，但後來仍是無用。
由於在大阪時期被俘虜時，受過白藤龍子的捨身救命，對鬼州組第七代頭目白藤龍馬，既像是母子之情，又像是帶著一股歉意的同情，多次阻止靜也與龍馬之間的衝突。

### 新鮮組
初期設定為203個組織總數一萬人的大組織，由靜也的祖父發跡，父親勇足壯大成現今規模。目前為第三代新鮮組。
組織設定參考幕末時代的新選組。
近藤勇足（近藤勇）
靜也的父親。新鮮組二代目。被鬼州組旗下的長州組暗殺身亡。
在某個場合（疑似）被靜也推下樓之後就戒菸了，改吃棒棒糖。
近藤妙
靜也的母親。新鮮組上下稱其大姊，是名威嚴的女性，連生倉肘方等大幹部在她面前都不敢造次。
年輕時代有「Nitro 阿妙」之稱，以長槍上吊著搖搖晃晃的硝化甘油瓶戰鬥，曾引爆巨大的硝化甘油瓶炸掉本家以對抗來自美國黑手黨殺手。
對靜也潛在的狂暴血脈相當引以自豪，但在接踵而來的許多事件後，以及了解秋野對靜也的影響之後，不再強求靜也展現出屬於黑道的本性。
大久保竜造
關東正氣會會長。近藤勇足的結拜兄弟，同時也是靜也接任第三代新鮮組的見證人。
是名劍術高手，但於妖刀村正事件中證明身為劍士的修為不及靜也。
對結拜兄弟之未亡人阿妙有曖昧情愫，但一直不敢開口，在鬼州組入侵東京之後與其下游組織在本家戰鬥之後身亡之前，大膽告白。
日後鬼州組進攻東京時，因為乳栗為了救受傷的阿妙，將戰死的泥沼推向大久保，以致死前的吻別變成了終身遺憾。日後舉行葬禮時，靜也為了彌補大久保對自己母親的愛，特地請人打造刻有兩人互吻的墓碑以資補償。
猪首硬四郎
突撃隊長，是看著靜也長大的組員。對靜也忠心耿耿，在粗曠的外表下，存著細膩的情感和關懷，視靜也如自己的親弟弟。
與關西鬼州組的戰爭非常活躍，曾多次利用格林機槍作為強大的火力攻擊敵手，包括轉生寺的救援斷後以及後來在富士山頂在直升機上直接射擊假死的海腐靈車。使用重武器十分上手。另外，在第四卷中曾和香港黑幫的關羽以肉搏戰打成平分秋色。
鳴戸龍次
總參謀。新鮮組第二把交椅。賭博高手，曾將捲款3000萬的組內基金用賭馬贏回1億多，美國黑手黨以娛樂遊船之名目入侵東京灣時，也以化名在賭場橫行。反穿的西裝象徵著對二代頭目強行武力擴張政策的抗議，之後在確認靜也領導方針後，改成正常的西裝穿著。
與龍寶情同手足，曾騎著賭場偷出的賽馬，單槍匹馬地救出被千葉牛成會大批人馬困住的龍寶，對龍寶有很深的情誼。
由於二代頭目的好戰與血腥拼鬥，因此所領之『新鮮組最強武鬥會鳴戶組』折損了許多兄弟，尤其在對抗千葉的牛成會，損失6名手下，其中23人被捕。鳴戶總是將出外遊歷和吃喝嫖賭說是替死去的組員所玩，但被靜也拆穿，其實是把錢拿去給死難組員的遺孤。凸顯出鳴戶是個非常重義氣之人，故相當認同靜也的不戰哲學，打心底尊重這位具有遠見的總長，是新鮮組內少數誓死跟隨靜也的其中一人。
當鬼州組第五代頭目澤木抓到總長，並打算在轉生寺處死靜也時，鳴戶大膽遊說秋野打扮成澤木暗戀多年的四代頭目大姐－龍子，藉機救出靜也；在退守過程，與萬間正造之兄－萬間猛，作殊死決戰，但後來中了三槍和一刀，自此假死，與理江一起消失。
後來在義大利黑手黨教父借內衣交流之名進駐日本，在請求同盟時被靜也和龍寶發現鳴戶未死，利用眼罩，化名為唐璜。事後利用逮捕到的殺手作為幌子，以繼續騙過其他不相信鳴戶未死的新鮮組員，再度和理江前往阿拉伯。
到阿拉伯後，理江成為當地富豪的七夫人，而他成了他的保鑣，化名為阿拉伯安‧護使，調解當地族群的紛爭，被報章雜誌讚為第二個阿拉伯的勞倫斯。
美國黑手黨來襲時，由於龍寶在史沛爾‧顏佩拉進攻新鮮組總本家時受到重傷，聽聞消息的鳴戶則混入美國黑手黨，藉機保護靜也，並替受傷的龍寶報仇。後來在球門島殲滅戰，為了幫助被困在孤島上的夥伴們，獨立造船到250公里外的島上求救，此後又再一次地消失了蹤影。
之後在鬼州組六代頭目海腐積極進攻新鮮組時再次回歸，並拯救被剛羅異藏困住的靜也與龍寶。
率領鳴戶組內秘密軍團『漩渦組』都由殺手組成，但漩渦組成員在進行抵抗鬼州組的東京侵略時全軍覆沒。
龍寶國光
鳴戸組第二代組長。人稱「龍寶在手，天下一統」、「東有龍寶，西有影虎」的名人。槍法神準，對鳴戶有著絕對的忠心與遵從。本來對靜也充滿不信任，但在鳴戶組發現一本鳴戶所寫的日記後，了解靜也的內情與實力。在鳴戶假死環遊世界之餘，代替成為靜也身邊不可或缺的智囊與貼身保鑣。
對鳴戶龍次極為地尊崇與愛戴，在鳴戶葬禮、與鳴戶再次相遇時，都讓他淚流滿面，而且在自家中還有超大張的鳴戶頭像。
學養極為豐富，在組員也不知的家中堆滿了書本，一方面作為戰鬥的掩護，一方面為本身充實知識所用，能快速地判斷美國黑手黨送來的暗殺預告是引用了英國詩人葉慈的詩文。
耳朵別上看似耳飾的，其實是氰化鉀，預備在受俘虜或是求死不能之際，能讓自己自殺以求解脫。但一次在與化名唐璜的鳴戶決鬥失敗之際，以及攻擊白藤龍馬被捕之際，都曾經想用此方法結束生命，但一次是被鳴戶打掉(因此龍寶知道唐璜的真實身分)，另一次是因為長時間的氧化使氰化鉀失去功效。後來龍寶救出因為想從大阪城地道挖洞通到鬼州組本部，卻失敗受俘的鳴戶，鳴戶送給他一個看似鳴戶漩渦的耳珠，由於受到擠壓會破碎成帶針刺的碎片，因此之後在與鬼州組若頭骨手牛昇的決鬥中，救了龍寶一命。
生倉新八（永倉新八）
新鮮組旗下生倉會會長。個性奸詐狡猾善用小聰明卻貪生怕死，但認真起來戰鬥力極高，曾經多次叛變新鮮組但是都受到諒解。
乳栗一角
生倉會成員，興趣是保養乳頭跟收集靜也設計的內衣褲。絕招是"乳栗攻擊"，用兩隻老虎鉗子夾敵方的奶頭，但通常對敵人無效，唯一的好處是讓浪費成性的第一任妻子憤而提出離婚，解決了財政的無底洞。
外表粗獷，其實具有深藏不漏的智慧。曾救靜也一命。
初代近藤靜也紀念館館長，目前與生倉之子虎太郎遊學英國，利用生倉給予的大筆資金讓自己成為了『乳栗爵士』，遊走於英國的上層階層。
小林秋奈（小林旭）
生倉會突擊隊長，外號閃彈俠。故名思義就是很會閃子彈，但最後還是被鬼州組用彈雨掃射而死。
肘方年坊（土方歲三）
新鮮組旗下肘方會會長。常常與生倉爭得你死我活。早期也很輕視靜也，但後來經過許多事情之後便效忠於靜也。
沖田寢多（沖田總司）
新鮮組沖田組一代組長。和鬼州組作戰時抽空回家關心生日的兒子，但鬼州組卻先一步在家等候，為了保全家人，遭逼迫飲彈自盡。
清川
新鮮組組系六本木陰獸會二代會長，東大畢業，一開始受到遭秋野責罵的靜也影響而投入新鮮組旗下。
因得知靜也早上的白道工作後覺得丟臉，曾謀反倒戈加入鬼州組。在攻擊行動中因靜也先走一步錯失機會，組員反而殺了香港黑幫而全遭警察逮捕，加上海腐不願收留，最後受靜也特赦返回新鮮組。
岩倉
新鮮族組系六本木陰獸會戰鬥隊長，因射香港黑幫被捕入獄，被靜也保釋出來加入防禦美國黑手黨的攻擊。
痛井 舞
新鮮組組系中洲毒針組組長，首次出場至機場迎接遭到公司調職的靜也，頭長長出一根角為其力量來源，戰鬥時會塗上各式毒藥，並利用頭上的角作為支點變成陀螺進行攻擊。

御影倒志
新鮮組組系拔天會會長，原為鬼州組，後被靜也打動而跳槽，但也因此受到豬口才組的暗算而受傷。
西鄉造友（西鄉隆盛）
九州最強組織薩摩次元組組長，美國黑手黨來襲時戰死。
勝魁舟（勝海舟）
幕臣組組長。在新鮮組二代頭目近藤勇足在世的時候，以20人阻擋新鮮組的入侵。後來臣服於近藤靜也之下，成為近藤靜也的參謀和代理人。
齋藤始（齋藤一）
新鮮組食客，鳴戸龍次的好友。個性瀟灑不拘小節喜愛開玩笑。新鮮組最強力最全面的武鬥角色，槍法贏過龍寶，聽聲音即可以辨位開槍擊中對方。近身戰則足以媲美鳴戶，劍術與鳴戶不相上下，同時也擅長於空手搏擊。
因誤認女友死亡而單槍匹馬攻擊鬼州組車隊進行報復，最後寡不擊眾而死於槍戰中，但單槍匹馬就殺死大量的鬼州組成員。

### 露咪咪
川西部長
外型瘦削戴眼鏡，並頂個地中海。善於逢迎拍馬，絕招是見風轉舵，在公司是逢迎上司的一條狗，但偶也有認真樸實與愛家人的一面。
逃野
在秋也離開露咪咪後擔任主任設計師，過去非常瞧不起和欺負靜也，但在兩三次靜也暗中協助逃野，並在女兒告知下，逃野才對靜也有打自內心的尊敬。
河合政子
社長夫人，擔任公司的副社長，擁有犀利的眼光和經營手腕，是名符其實的露咪咪地下社長，對靜也的真面目略有所知。多次湊合秋野和靜也，曾經為了氣自己花心的老公而佯稱靜也是自己的私生子。
河合社長
好色與好賭，三番兩次動用公司資本當火山孝子。曾經因為援交而找上生倉的女兒，進而被勒索，差點把員工的薪水都交出，也是都在黑社會靜也的協助下才得以收拾。
石田奈奈
秋也離職後替補的新人，比靜也更有設計內衣的能力，曾暗戀龍寶，但知道他是黑社會之後作罷。
岬 由理亞
曾經得過法國內衣新人獎，是內衣設計的新起之秀。因為父親所經營公司倒閉，而被黑社會錢莊討債，讓靜也母親趁機與她交換條件，要她進入露咪咪，並且用自己的才能來逼退靜也，讓靜也主動辭職，專心當黑道總長。沒想到反而激起靜也的競爭意識，成了反效果。後來地下錢莊事件和自己母親的伎倆被靜也識破並解決，讓岬能用工資慢慢償還龐大債務，而不用賣身作泡泡浴女郎。男朋友也是倒閉的尿片公司第二代，後來也因為靜也的牽線，讓兩人得以突破男方母親的反對而順利結婚，之後並產下一子。
離開露咪咪後，到繼承尊龍大筆遺產，而創立新內衣公司的愛倫旗下做設計師，與秋野共事。愛倫母子罹難後，曾短暫代理公司社長職務。
知道靜也的雙重身分，多次製造秋野和靜也的機會，真心替兩人祝福。

### 鬼州組
初期設定為73個組織總數約2萬8千人的日本最大組織，多次與新鮮組衝突以求統一全日本。目前為第七代鬼州組。
坂本健（高倉健）
第四代總長。也是中興了鬼州組的人物，在進攻東京途中因食道癌死於岐阜。
坂本 龍子
舊姓白藤，坂本健的妻子。外表跟秋野極為相似，喜歡靜也，為了拯救被綁架的秋野而與秋野互換身份，使秋野順利逃離遭囚禁處，因此被天王寺龜之助的手下萬間正造誤認為是秋野而殺害。
澤木全次郎
第五代總長。坂本健總長時期擔任鬼州組總參謀，在天王寺龜之助失勢後繼任鬼州組總長，暗戀坂本龍子。被汚田信長所槍殺。
海腐雄二
第六代總長。是靜也最大的對手，也是自連載開始擔任最久的鬼州組總長。有個女兒彩子。在鬼州組全力進攻北海道展開函館戰爭時死亡。
海腐彩子
海腐的獨生女。因為彩子母親即將臨盆時，用生命保護了海腐，因此海腐對自己的獨生女極為疼愛與保護，因此造就了彩子天真浪漫、不諳世事的個性。但事實上，看似柔弱的她，卻非常具有獨立的思考與觀念。也因為這樣，彩子盡量不吃肉，看似素食主義者，其實是為了為了手染鮮血的父親贖罪。
一開始因為學姊介紹的大學生未赴約，被靜也利用來交換不讓海腐對秋野不利，而與其一同遊玩遊樂園，在當中彩子確對靜也產生了情愫。後來彩子又再度跑到東京找靜也，卻被怒火中燒的生倉用100元賣給了自己旗下的賣春組織。後來由於同行東京的同學提供了照片，讓靜也得以循線救出被軟禁的彩子，也讓彩子對靜也有更深的依賴。返回大阪後，彩子不經意聽到海腐想要殺了靜也，因此而得了厭食症，最後在靜也的出面協助下，彩子才恢復健康。
後來因為秋野與尊龍之間的關係急速接近，讓靜也一度想成全秋野和尊龍兩人，而對彩子也萌生了愛意。因此從彩子一開始的單戀，成了論及婚嫁的兩情相悅。為了這件事，海腐決定利用和靜也決鬥的方式，希望挽回婚事，但卻意外地輸給了靜也。
在婚事將近之時，秋野為了探查彩子的內情，利用假名和露咪咪人事部的假職位，約出彩子，但卻讓彩子被海腐手下趁機綁回大阪。之後海腐便假稱女兒已死，事實上是將她送到北海道的修道院，而彩子本人也願意藉由侍奉神，來換取自己父親深沉的罪障。
白藤龍馬（坂本龍馬）
第七代總長。是第四代總長坂本健與白藤龍子的兒子，接替海腐成為靜也最大的敵人。
原本只是建設公司的小職員，龍馬並不知道自己的身世，被海腐稱為躲在羊群中的獅子。隨後被海腐帶進組織並從基層做起，在新鮮組為了擴張而大舉發動全面統一戰時（生倉為背後推手），成為最關鍵立大功的角色。龍馬成功防守新鮮組的攻勢之後，為躲避刑責而逃往上海，向海腐的師父孫虚空拜師學藝三年，訓練槍法、劍術，以及近身戰等各項能力，使得戰鬥力大幅提升，有著不輸海腐的劍術，也曾在一對一的戰鬥中打敗龍寶。
歸國後被海腐委以重任取得九州、廣島、橫濱等地並升為若頭。龍馬在海腐想消滅新鮮組最後勢力的函館戰爭死去後，即接任成為第七代總長。
接任第七代總長對抗卓克後，角色的重心較著重於鬥智和謀略的部份，此外，龍馬也具有金錢投資的能力，曾靠著黑社會的資金投資股票使鬼州組能夠使用起衛星、蓋出足以對應戰爭的建築。
曾單槍批馬不帶武裝人員僅靠自己的魅力就取得九州。
感情方面，在青梅竹馬未希死亡之後，認為自己會帶給女人不幸。雖曾在上海受訓短暫的與師父的孫女琳琳擦出火花，隨即被師父勸退，其後專心在黑道的統治上，並未再有感情的發展。
隨著劇情的推進，龍馬對於黑道的統治並不是特別的在意。他為了改造日本成為獨力的國家，將目標轉向統治世界的卓克一族。由於身上握有關鍵的晶片，加上主導發生在杜拜塔的重大爆炸事件，遂成為世界統治者的眼中釘，欲除之而後快。
龍馬在知道世界幕後的黑手後，靠著金錢龍，個人身家至少有８０００億，應該是本漫畫中被公佈身家財產的第一名
龍馬被視為鬼州組歷任能力最強的總長，足以抗衡新鮮組的靜也。
西西里黨老大因愛子被殺後，認為被挑釁，派出幹部來日本追殺兇手白藤龍馬
龍馬在被西西里黨追殺時，避免無謂的火拼，並反省了自認為神的思想，對日本黑幫互相殘殺的惡性循環深感痛惡，轉而嚮往近藤的思想，在一次單刀覆會新鮮組總部近藤時，私下和近藤達成協議，拜近藤為大哥，統一東西兩大黑幫，前題是先趕走西西里黨
義大利首相為西西里黨的老大，表面為造訪日本，實則為老大痛失愛子，來日本發動對白藤龍馬的全面追殺，白藤龍馬和近藤連手，進行了前所未見的大火拼西西里黨，美國的無人戰機在各方不知情的狀況下，突然發動了攻擊，命中了白藤龍馬，使龍馬消失在這世界上
萬間正造
隸屬於鬼州組旗下天王寺組，人稱"向前行"
胡麻田
鬼州組旗下胡麻田組組長，其組長位置是靠拍馬屁而爬上來的，膽小卻充滿野心的幹部。曾數次想暗殺第五代總長取而代之。
曾經在海腐引退時擔任代理組長，期間卻在前去龍子墓前祭拜時遭到美國黑手黨暗算，影虎為了保護胡麻田遭射殺。就在此時因害怕而放棄代理組長的位置
最後被海腐以計謀殺死並嫁禍新鮮組的鳴戶組，企圖讓一度接受「天下二分之計」的龍馬順自己的意，對新鮮組展開報復攻擊。
山野穴太
幹部。提出將秋野明美作為誘餌，讓新鮮組總長自投羅網之計的始作俑者。此計的結果就是讓白藤龍子代替秋野而死。
曾短暫代理鬼州組總長職務，但毫無領導能力。
汚田信長 （織田信長）
鬼州組組系名古屋汚田聯合組長。是個變態，背後刺有織田信長的肖像，以及天下布武之名言。最喜歡的是將漂亮女人的臉蛋和全身弄得傷痕累累。
理江為了為故鄉青梅竹馬報仇而接近他，卻換得傷痕累累，也因為當信長女人之便，在轉生寺救援中，讓靜也得以生還。在轉生寺暗地槍殺澤木全次郎，後來被海腐得知，進而殺了他。
暴利元成 （毛利元就）
廣島暴利組組長，以大量金錢收買廣島警視。
原為新鮮組旗下，後來受到龍馬的施惠倒戈加入鬼州組，並提供資金上的援助。
最後在裝滿錢的浴缸被黑手黨用火燒死。
土手正宗 （伊達政宗）
鬼洲組影虎所屬的會津白虎會旗下仙台上潮組組長，是個獨眼龍，以計謀驅使樂墮會殺害組裡NO.2的黑田，並以此為藉口向樂墮會開戰。
雖然有影虎的幫助，但還是輸給前來支援的靜也，最後解散上朝組。
骨手牛昇
鬼州組新若頭。被牛養大的男人，絕招「神戶牛肉」是用蠻力壓碎對方的頭蓋骨。
是目前空手肉博最厲害的角色，力大無窮，身體恢復力極高，對攻擊具有非常高的耐力，且隨身穿著全套的防彈西裝。新鮮組最強的兩號人物‧鳴戶和龍寶都吃過他的苦頭。
雖然本身不用槍，但直屬部下木戶是神戶最強精銳SS的隊長，全隊攜帶半自動武器。在骨手牛的帶領下，SS成為保護龍馬最直接最重要的軸心武力。
效忠龍馬，不過問龍馬的決定，全力支持龍馬對抗卓克的行動。
雖然好勇鬥狠，但意外的對自己所養的牛「花子」特別的溫柔，也因此使得後來與近藤公司裡同名的會計小姐花子誤會而曾有一段短時間對他頻頻示好。
不渡哲也（渡哲也）
海腐總長時期擔任鬼州組總參謀。對戰鬥方面很不擅長，海腐為了讓他有足夠資歷擔任下一任總長，讓他去負責殺近藤靜也，卻失敗。發動決戰，戰敗，死於近藤妙手中。

### 其他日本黑幫人物
酷物通
新鮮組旗下沖田組下游組織見迴組幹部，頭的外型酷似南瓜，人稱「衝阿衝阿南瓜」。
在京都街頭對海腐組挑釁時遭到鬼神藤乃砍斷右手，對藤乃恨之入骨。
在伏見鳥羽之戰中想要侵犯受傷的藤乃，卻被海腐劈頭而死。
寶藏院萬太郎
新鮮組旗下投靠生倉會的日和見會的幹部，有招牌的一字眉，善使十文字槍，人稱「槍萬」。
在俱樂部中首次對陣鬼神藤乃，兩人打成平手。
伏見鳥羽之戰中，兩人在竹林第二次打鬥，雖然打傷了中彈的藤乃，卻在與海腐的決鬥中失敗被殺。
雄琴冬次
新鮮組旗下投靠生倉會的穴倉組的幹部，長髮披肩，擅長狙擊，人稱「快槍手雄琴」。
擁有一名持槍的若童"若本廣美"。有特殊癖好，會希望廣美以淫蕩的聲音在其耳邊下令開槍。
伏見鳥羽之戰中，因靜也和鳴戶組的撤退使其大敗、若本被殺和組織解散，加上生倉的火上加油欲射殺靜也。
暗殺失敗後，因靜也酷似若本而放下仇恨轉為靜也的專屬狙擊手。
在與西西里亞黑手黨交戰中射殺欲殺害龍馬的FBI探員詹姆士，且抓住了開戰的元兇伊戈爾和約翰，卻被伊戈爾頭上縫線內的手槍近距離射殺身亡。
岡田異造/岡羅異蔵（岡田以藏）
一個是隸屬高戰鬥力的鳴戶組的戰鬥隊長，另一個則是打不死壓不爛的殺人機器。
岡羅異藏在身體要害處均裝有鋼板，所以被稱為不死身，後來因為靜也同父異母的妹妹靜子為了復仇救了異藏，所以後期2人是類似夫妻的關係，不過雖然被稱為不死身，最後還是為了保護靜子，一起死在機關槍下。
歷史上岡田以藏是幕末四大刺客之一，刺殺開國派大臣吉田東洋，攘夷派的土佐勤王黨因此掌權。

### 其他人物
理江
原為銀座No.1的美貌酒店紅牌，由鳴戶找來而讓近藤靜也破除童貞，之後就常與近藤接觸。
對近藤始終抱有好感。是近藤的第一位女人，近藤曾送她一間酒店，但在得知秋野與近藤感情後逐漸退出。
情感豐富、直接的一位女性，也有因此與近藤反目的情況。
對料理不在行，後來開的料理店也不受歡迎。
卓克
現任「世界皇帝」統治一族的領導者。
作者在角色介紹欄直指卓克為本作最強也是最後的敵方角色。
擁有銳智之眼，可以看清事物的本質並做最遠大精細的策劃。
對原始性愛沒有興趣，非常堅持自己老婆用人工受孕。
受英國情治單位的保護，是龍馬最重要最直接的敵人。

#### 九龍
尊龍（尊龍）
世界知名設計師，背叛九龍兩次，為了救秋野的心上人靜也，引爆手榴彈跟鬼州組等人同歸於盡。
周齊
九龍重要幹部。本来是頭號少壯派幹部，後篡奪龍主的位置並與海腐合作。
曾派遣火箭男阿漢假扮龍寶槍擊西西里黑手黨教父，並殺了前來報復的教父之子麥克。
為了保命想尋求哥倫比亞毒梟的保護卻在港口遭教父所殺。

#### 香港黑幫
曹操（曹操）
香港幫派老大。
孔明（孔明）
曹操的參謀。
関羽・張飛（関羽・張飛）
曹操的保鏢，關羽是唯一能與豬首硬四郎匹敵的對手。

## 出版書籍
愛藏版
| 卷數 | 實業之日本社   | 實業之日本社           |
| 卷數 | 發售日期       | ISBN                   |
| ---- | -------------- | ---------------------- |
| 1    | 1999年1月29日  | ISBN 978-4-408-16480-9 |
| 2    | 1999年5月29日  | ISBN 978-4-408-16495-3 |
| 3    | 1999年8月28日  | ISBN 978-4-408-16505-9 |
| 4    | 2000年1月29日  | ISBN 978-4-408-16527-1 |
| 5    | 2000年5月29日  | ISBN 978-4-408-16542-4 |
| 6    | 2000年8月31日  | ISBN 978-4-408-16553-0 |
| 7    | 2000年11月29日 | ISBN 978-4-408-16563-9 |
| 8    | 2001年2月27日  | ISBN 978-4-408-16574-5 |
| 9    | 2001年5月29日  | ISBN 978-4-408-16590-5 |
| 10   | 2001年8月29日  | ISBN 978-4-408-16608-7 |
| 11   | 2002年1月28日  | ISBN 978-4-408-16636-0 |
| 12   | 2002年8月29日  | ISBN 978-4-408-16679-7 |
| 13   | 2003年5月29日  | ISBN 978-4-408-16740-4 |

廉價版
書名為《マンサンQコミックス 静かなるドン》。
| 卷數    | 實業之日本社  | 實業之日本社           |
| 卷數    | 發售日期      | ISBN                   |
| ------- | ------------- | ---------------------- |
| 1       | 2001年4月6日  | ISBN 978-4-408-16582-0 |
| 2       | 2001年4月6日  | ISBN 978-4-408-16583-7 |
| 3       | 2001年5月7日  | ISBN 978-4-408-16588-2 |
| 4       | 2001年6月7日  | ISBN 978-4-408-16594-3 |
| 5       | 2001年7月7日  | ISBN 978-4-408-16600-1 |
| 6       | 2001年8月7日  | ISBN 978-4-408-16606-3 |
| 7       | 2001年9月7日  | ISBN 978-4-408-16612-4 |
| 8       | 2001年10月6日 | ISBN 978-4-408-16618-6 |
| 9       | 2001年11月7日 | ISBN 978-4-408-16623-0 |
| 10      | 2001年12月7日 | ISBN 978-4-408-16628-5 |
| 11      | 2002年1月7日  | ISBN 978-4-408-16633-9 |
| 12      | 2002年2月7日  | ISBN 978-4-408-16639-1 |
| 13      | 2002年3月7日  | ISBN 978-4-408-16646-9 |
| 14      | 2002年4月6日  | ISBN 978-4-408-16652-0 |
| 15      | 2002年5月7日  | ISBN 978-4-408-16659-9 |
| 16      | 2002年6月7日  | ISBN 978-4-408-16664-3 |
| 17      | 2002年7月6日  | ISBN 978-4-408-16671-1 |
| 18      | 2002年8月7日  | ISBN 978-4-408-16676-6 |
| 19      | 2002年9月7日  | ISBN 978-4-408-16683-4 |
| 20      | 2002年10月7日 | ISBN 978-4-408-16689-6 |
| 21      | 2002年11月7日 | ISBN 978-4-408-16696-4 |
| 22      | 2002年12月7日 | ISBN 978-4-408-16703-9 |
| 23      | 2003年1月7日  | ISBN 978-4-408-16710-7 |
| 24      | 2003年2月7日  | ISBN 978-4-408-16716-9 |
| 25      | 2003年3月7日  | ISBN 978-4-408-16724-4 |
| 26      | 2003年4月7日  | ISBN 978-4-408-16731-2 |
| 27      | 2003年5月7日  | ISBN 978-4-408-16737-4 |
| 28      | 2003年6月7日  | ISBN 978-4-408-16744-2 |
| 29      | 2003年7月7日  | ISBN 978-4-408-16750-3 |
| 30      | 2003年8月7日  | ISBN 978-4-408-16757-2 |
| 31      | 2003年9月8日  | ISBN 978-4-408-16764-0 |
| 32      | 2003年10月8日 | ISBN 978-4-408-16770-1 |
| 33      | 2003年11月7日 | ISBN 978-4-408-16776-3 |
| 34      | 2003年12月8日 | ISBN 978-4-408-16782-4 |
| 35      | 2004年1月7日  | ISBN 978-4-408-16791-6 |
| 36      | 2004年2月9日  | ISBN 978-4-408-16801-2 |
| 37      | 2004年5月7日  | ISBN 978-4-408-16820-3 |
| 38      | 2004年6月7日  | ISBN 978-4-408-16827-2 |
| 特別篇1 | 2004年7月7日  | ISBN 978-4-408-16836-4 |
| 39      | 2004年8月7日  | ISBN 978-4-408-16844-9 |
| 40      | 2004年10月7日 | ISBN 978-4-408-16859-3 |
| 特別篇2 | 2004年11月6日 | ISBN 978-4-408-16867-8 |
| 41      | 2004年12月7日 | ISBN 978-4-408-16875-3 |
| 特別篇3 | 2005年1月7日  | ISBN 978-4-408-16884-5 |
| 42      | 2005年2月7日  | ISBN 978-4-408-16892-0 |
| 43      | 2005年4月7日  | ISBN 978-4-408-16907-1 |
| 44      | 2005年6月7日  | ISBN 978-4-408-16921-7 |
| 特別篇4 | 2005年7月7日  | ISBN 978-4-408-16928-6 |
| 45      | 2005年8月6日  | ISBN 978-4-408-16936-1 |
| 46      | 2005年10月7日 | ISBN 978-4-408-16949-1 |
| 特別篇5 | 2005年11月7日 | ISBN 978-4-408-16955-2 |
| 47      | 2005年12月7日 | ISBN 978-4-408-16961-3 |
| 48      | 2006年2月7日  | ISBN 978-4-408-16978-1 |
| 49      | 2006年5月8日  | ISBN 978-4-408-16997-2 |
| 50      | 2006年10月7日 | ISBN 978-4-408-17021-3 |
| 特別篇6 | 2006年12月7日 | ISBN 978-4-408-17034-3 |
| 51      | 2007年4月7日  | ISBN 978-4-408-17055-8 |
| 52      | 2007年9月7日  | ISBN 978-4-408-17080-0 |
| 53      | 2007年11月7日 | ISBN 978-4-408-17092-3 |
| 54      | 2008年3月7日  | ISBN 978-4-408-17111-1 |
| 55      | 2008年5月7日  | ISBN 978-4-408-17121-0 |
| 56      | 2008年7月7日  | ISBN 978-4-408-17130-2 |
| 57      | 2008年9月6日  | ISBN 978-4-408-17141-8 |
| 58      | 2008年11月7日 | ISBN 978-4-408-17152-4 |
| 59      | 2009年1月7日  | ISBN 978-4-408-17163-0 |
| 60      | 2009年3月7日  | ISBN 978-4-408-17171-5 |
| 61      | 2009年6月6日  | ISBN 978-4-408-17189-0 |
| 62      | 2009年10月7日 | ISBN 978-4-408-17212-5 |
| 63      | 2010年1月7日  | ISBN 978-4-408-17228-6 |
| 64      | 2010年4月7日  | ISBN 978-4-408-17244-6 |
| 65      | 2010年8月7日  | ISBN 978-4-408-17266-8 |
| 66      | 2011年1月7日  | ISBN 978-4-408-17294-1 |
| 67      | 2011年4月7日  | ISBN 978-4-408-17312-2 |
| 68      | 2011年8月6日  | ISBN 978-4-408-17333-7 |
| 69      | 2012年1月7日  | ISBN 978-4-408-17368-9 |
| 70      | 2012年5月7日  | ISBN 978-4-408-17391-7 |
| 71      | 2012年10月9日 | ISBN 978-4-408-17413-6 |

新裝版
| 卷數 | 實業之日本社   | 實業之日本社           |
| 卷數 | 發售日期       | ISBN                   |
| ---- | -------------- | ---------------------- |
| 1    | 2011年10月25日 | ISBN 978-4-408-17348-1 |
| 2    | 2011年10月25日 | ISBN 978-4-408-17349-8 |
| 3    | 2011年10月25日 | ISBN 978-4-408-17347-4 |

導讀手冊
- 「静かなるドン」完全データブック：2011年10月25日發售、ISBN 978-4-408-17351-1

## OVA
1991年4月12日正式發佈OVA動畫。為本作最初影像化作品。現已重新發行DVD。

### 製作團隊
- 原作：新田龍雄（實業之日本社）
- 脚本： 押川國秋
- 作画監督、人物設計：鍋島修
- 音響監督：大熊昭
- 音樂：宮崎慎二
- 監督：龜垣一
- 製作：東寶株式会社、東京Movie新社

### 配音員
- 近藤静也：松本保典
- 近藤妙：松島實
- 秋野：冬馬由美
- 社長：大木民夫
- 部長：西川幾雄
- 逃野：鈴木清信
- 松平：田原Aruno
- 肘方：緒方賢一
- 生倉：佐藤正治
- 猪首：渡部猛
- 長州：廣瀨正志
- 大久保龍造：加藤精三
- 笹岡繁藏
- 若本規夫
- 石野龍三
- 中嶋聰彥
- 涩谷茂
- 高木渉
- 坂東尚樹
- 山崎巧
- 林玉緒
- 麻見順子

#### 西西里黑手黨
羅貝洛‧柯里昂
西西里黑手黨老大。

#### 俄羅斯黑手黨
依凡雷帝（伊凡四世）
俄羅斯黑手黨老大
杜斯妥也夫斯基（杜斯妥也夫斯基）
俄國黑手黨極東支部部長，到日本是為了拓展毒品事業，但後來被靜也反催眠的拉斯普金殺死。
尼可賴‧拉司普金 （拉斯普金）
俄羅斯黑手黨間諜，本名烏拉吉米爾．喬喬希比里，因為催眠技術高超，曾在舊蘇聯時代待過KGB。特技是自我催眠成另一個人物。
最後被靜也利用反催眠變成靜也的棋子去進行暗殺工作，死前人生的跑馬燈把他自我催眠過扮演的人物都在腦海中浮現出來，然後沒有一個正常的角色。
卡拉馬助夫兄弟（卡拉馬佐夫兄弟）
俄羅斯黑手黨殺手。

## 電視劇
自1994年10月21日至1995年3月17日間於日本電視台播出，全19集。平均收視率13.4%。此外有兩部電視特別篇「安靜的老大RETURNS」（静かなるドンRETURNS）與「安靜的老大FOREVER」（静かなるドンFOREVER）分別於1995年9月23日和1996年間播出。

### 主要演員
- 近藤静也：中山秀征
- 秋野明美、坂本龍子：石田百合子（石田ゆり子）
- 近藤妙：野際陽子
- 鳴戸龍次：鹿賀丈史
- 猪首硬四郎：阿藤海
- 生倉新八：凪羅健壹（なぎら健壱）
- 肘方年坊：成瀨正孝（成瀬正孝）
- 沖田寢多：須藤正裕
- 大久保龍造：宍戸錠
- 川西部長：石倉三郎
- 逃野：松澤一之
- 近藤勇足、片頭旁白：小林完吾
- 蛭田部長：藤隆志（藤タカシ）
- 露咪咪専務：石山雄大
- 理江：荒井乃梨子
- 沖田太太：響野夏子
- 坂本健：美木良介
- 澤木全次郎：平泉成

### 製作團隊
- 製作 - 日本電視台
- 企劃 - 鈴木光、小杉善信
- 製作人 - 田中芳樹、山本勉
- 音樂 - 大内義昭
- 攝影 - 内田清美　町野誠
- 錄音 - 稲田環
- 鬥技 - 高瀬将嗣
- 汽車特效 - Car Stunt TAKA
- 槍枝特效 - BIGSHOT
- 工作室 - 日活攝影所
- 片頭標題 - KENEK JAPAN
- 技術協力 - Video Focus
- 協力 - 華歌爾、東京Condor Taxi
- 製作協力 - Tri-Arts
- 製作著作 - 光和國際

### 主題曲
- 主題曲 - 桑田佳祐：「祭りのあと」（TAISHITA Label）（特別版附贈桑田佳祐的直播影像）
- 插入曲 - 衛藤利恵：「天使の微笑」

### 集數列表
| 話數 | 標題    | 腳本       | 監督       | 當集貴賓演員                                                                         |
| ---- | ------- | ---------- | ---------- | ------------------------------------------------------------------------------------ |
| 1    |         | 西岡琢也   | 長谷部安春 | 福田佳弘                                                                             |
| 2    |         | 岡芳郎     | 成田裕介   | 渡辺文雄、北原佐和子、平賀雅臣 ゆきこ（みるく）、あやこ（みるく）、 きよこ（みるく） |
| 3    |         | 西岡琢也   | 長谷部安春 | 山口仁、深見亮介、小倉雄三                                                           |
| 4    |         | 柏原寛司   | 成田裕介   | 西野妙子、奥野敦士、谷村好一                                                         |
| 5    |         | 峯尾基三   | 長谷部安春 | 広岡瞬、小川美那子、松井紀美江 三田村賢二、名和宏、信実一徳                          |
| 6    |         | 深沢正樹   | 長谷部安春 | 椎谷建治、佐藤仁哉                                                                   |
| 7    |         | 岡芳郎     | 鈴木元     | 遊井亮子、鹿内孝、並樹史朗                                                           |
| 8    |         | 岡芳郎     | 成田裕介   | ハント・ケーシ、藤岡大樹、影山英俊                                                   |
| 9    |         | 峯尾基三   | 成田裕介   | ハント・ケーシ、藤岡大樹、影山英俊                                                   |
| 10   |         | 小野喜世仁 | 成田裕介   | 中村綾、浜田晃、片岡弘貴 森聖二、山王丸和恵                                          |
| 11   |         | 江守洋     | 鈴木元     | 宮下順子、高松英郎、山田辰夫、 岩崎ひろみ、崎山凛                                    |
| 12   |         | 岡芳郎     | 成田裕介   | 大沢健、利重剛、崎山凛                                                               |
| 13   |         | 小野喜世仁 | 藤得悦     | 真行寺君枝、丹古母鬼馬二、衣笠健二                                                   |
| 14   |         | 深沢正樹   | 伊藤裕彰   | 大林丈史、山下容莉枝、佐野アツ子                                                     |
| 15   |         | 江頭美智留 | 藤得悦     | 竹本孝之、渡辺哲、村上聡美                                                           |
| 16   |         | 井上淳一   | 伊藤裕彰   | 木村栄、島村佳江、青島健介                                                           |
| 17   |         | 古内一成   | 鈴木元     | 南条弘二、坂田雅彦                                                                   |
| 18   |         | 古内一成   | 鈴木元     | 山田吾一、南条弘二、坂田雅彦 志賀圭二郎、賀川黒之助                                  |
| 19   |         | 峯尾基三   | 長谷部安春 | 塩沢とき、片岡五郎、神威杏次、片桐竜次                                               |
| SP1  | RETURNS | 小野喜世仁 | 伊藤裕彰   | 三浦理恵子、筧利夫、清水紘治 大河内浩、長江英和                                      |
| SP2  | FOREVER | 小野喜世仁 | 鈴木元     | 田口トモロヲ、宮川一朗太、京本政樹、 大杉漣 早川雄三、飯島大介、角田久美子           |

## 真人電影

### 2000年電影版
2000年3月4日上映。導演、劇本為鹿島勤。發行商：KSS。

#### 演員
- 近藤静也：香川照之
- 秋野明美/坂本久美：喜多嶋舞
- 鳴戸竜次：長谷川初範
- 猪首硬四郎：倉田保昭
- 生倉新八：石井愃一
- 肘方年坊：市川勇
- 沖田寝多：飯山弘章
- 川西部長：笹野高史
- 逃野：伊藤洋三郎
- 坂本健：川野太郎
- 海腐雄二：池田成志
- 節内恋心：川島なお美
- 新大久保打蔵：ばってん荒川
- 都通激：畑山隆則
- 毛締目：塚本耕司

### 2009年電影版
2009年9月5日上映。以為標題上映。導演是城定秀夫。發行商：KlockWorx。

#### 演員
- 近藤静也：袴田吉彥
- 秋野明美：小林恵美
- 鳴戸竜次：永倉大輔
- 猪首硬四郎：勝矢
- 田之頭保弘
- 森羅万象
- 川西：諏訪太朗
- 石川伸一郎
- 近藤妙：真理アンヌ
- 長澤奈央
- 近藤勇足：仙波和之[2]

### 2023年電影版
於2023年5月12日上映。導演為山口健人。發行商：T-JOY。

#### 演員
- 近藤静也：伊藤健太郎[3]
- 秋野明美：筧美和子[4]
- 鳴戶龍次：深水元基[4]
- 生倉新八：三宅弘城[4]
- 肘方年坊：坪倉由幸[4]
- 坂本龍子：內田慈[4]
- 近藤妙：筒井真理子[4]
- 坂本健：寺島進[4]
- ソープ店の店長：喜矢武豐[5]
- 新鮮組幹部・宇田川：館昌美[5]
- 汚田組組員・江夏：本田廣登[5]
- 新鮮組幹部・久下：川崎健太[5]

## 舞台劇
- 由月蝕歌劇團將其改編為舞台劇。
- 2004年5月19日 - 5月24日（Zamza阿佐谷）

## 廣播劇CD
2010年1月28日發售。發售商為キャラモモ。販售商為アルドゥール。

### 角色
- 近藤静也：中村悠一
- 鳴戸竜次：平田広明
- 猪首硬四朗：森川智之
- 生倉新八：藤原啓治
- 肘方年坊：中田譲治
- 近藤妙：勝生真沙子
- 秋野朋美：早見沙織
- 理江：朴璐美